# Kálium-metabiszulfit
A kálium-metabiszulfit, köznapi nevén borkén (E224) egy fehér színű, kén szagú, kristályos por, melyet antioxidánsként, sterilizálásra, valamint élelmiszer adalékként tartósításra használnak. Kémiailag közel áll a nátrium-metabiszulfithoz, és egymás helyettesítésére is szokták őket használni. Általában a kálium-metabiszulfitot alkalmazzák, mert nem származik belőle nátrium-klorid, vagy más néven étkezési só. 
A kálium-metabiszulfit 190 °C-on bomlik, és  1 K2SO3 és SO2 (kén-dioxid) szabadul fel belőle.

## Felhasználása

### Borászat
A kálium-metabiszulfitot a borhoz vagy musthoz előszeretettel adagolják, ugyanis sav hatására SO2 (kén-dioxid) szabadul fel belőle, mely egyrészt elpusztítja a káros mikroorganizmusokat, valamint antioxidánsként segít megőrizni a bor színét és ízét egyaránt.
{\displaystyle \mathrm {K_{2}S_{2}O_{5}\ +\ 2\ H^{+}\ \rightarrow \ 2\ K^{+}\ +\ 2\ SO_{2}\ +\ H_{2}O} }
A kálium-metabiszulfitot általában 1 teáskanál/100 liter arányban adagolják a  musthoz a még az erjedés előtt, palackozásnál pedig 2 teáskanál/100 liter mennyiséget használnak.

### Sörgyártás
A kálium-metabiszulfitot a sörgyártásnál is alkalmazzák, hogy elpusztítsa a káros mikroorganizmusokat, mint például az élesztők, baktériumok, és gombák. Ezt a folyamatot stabilizálásnak hívják. A folyamat nem túl elterjedt, ugyanis a sörgyártás során a sör főzésével a mikroorganizmusok elpusztulnak, feleslegessé téve ezáltal a  kálium-metabiszulfit alkalmazását.

## Előállítás
A kálium-metabiszulfit előállítható kálium-hidrogén-szulfit termikus dimerizálásával, melynek során  víz  távozik el  (1) 
vagy kén-dioxidból és kálium-szulfitból kálilúgban.  (2)
(1) {\displaystyle \mathrm {2\ HSO_{3}^{-}\rightarrow \ H_{2}O\ +\ S_{2}O_{5}^{2-}} }
(2) {\displaystyle \mathrm {SO_{3}^{2-}\ +\ SO_{2}\ \rightarrow \ S_{2}O_{5}^{2-}} }

## Külső források
- http://winemakermag.com/mrwizard/358.html Archiválva 2007. december 27-i dátummal a Wayback Machine-ben
- http://en.mimi.hu/wine/potassium_metabisulfite.html [Tiltott forrás?]